# 黄毅瑜
黃毅瑜（英語：James Wong，1959年4月20日—）是一位香港出生的華裔美國男監製、编剧及導演。盛名作有電視劇《X档案》（1993年至2016年）、電影《絕命終結站》（2000年）、《宇宙追缉令》（2001年）及《絕命終結站3》（2006年）。他常與編劇格伦·摩根合作。

## 生平
黃毅瑜生於香港，曾就讀佛教黃焯菴小學，於10歲時與家人移民到美國加州的聖地牙哥。於就讀埃尔卡洪山谷高中期間，他遇到日後的編劇拍檔格伦·摩根。
黃毅瑜已婚，並育有三名兒女。

## 作品列表
- 1985年：《The Boys Next Door》-編劇
- 1989年至1990年：《Booker》-編劇，故事（電視劇）
- 1989年至1990年：《龍虎少年隊》-編劇，故事編輯（電視劇）
- 1990年：《英雄本色》-監督製片人（電視劇）
- 1991年：《The 100 Lives of Black Jack Savage》-監製（電視劇）
- 1991年至1993年：《鐵面無私》-編劇，執行顧問（電視劇）
- 1993年至1997年：《X檔案》-導演，編劇，聯合執行製片人，執行顧問（電視劇）
- 1995年至1996年：《世紀特戰隊》-聯合創作者，編劇（電視劇）
- 1996年至1998年：《千年追凶》-執行製片人，執行顧問，編劇（電視劇）
- 2000年：《絕命終結站》-導演，編劇
- 2000年：《The Others》-執行製片人，編劇（電視劇）
- 2001年：《宇宙追缉令》-導演，監製，編劇
- 2003年：《鼠魔俠》-監製
- 2006年：《絕命終結站3》-導演，監製，編劇
- 2006年：《絕命聖誕夜》-監製，編劇
- 2009年：《七龍珠：全新進化》-導演，未掛名編劇
- 2010年：《迷幻學院》-導演（電視劇）
- 2010年至2011年：《驚世》-導演，編劇，聯合執行製片人（電視劇）
- 2011年至今：《美國恐怖故事》-編劇，聯合執行製片人（電視劇）
- 2014年：《失嬰記》-編劇（電視短劇）
- 2016年：《X檔案》-編劇（電視劇；第十季）[1]

## 外部連結
- 黄毅瑜在互联网电影资料库（IMDb）上的資料（英文）
- James Wong Director Bio （页面存档备份，存于） – a biography by tribute.ca
- James Wong Biography （页面存档备份，存于） – a biography by Yahoo! Movies